# 雨坛镇
雨坛乡，是中国安徽省中南部、长江北岸枞阳县下辖的一个乡镇级行政单位。

## 行政区划
雨坛乡下辖以下地区：
雨坛村、云龙村、高甸村、双丰村、合响村、新塘村、新民村、先锋村、查岭村和高峰村。